# سيدوني غوسينز
آني سيدوني جوسينز (19 أكتوبر 1899 - 15 ديسمبر 2004) كانت واحدة من أكثر عازفي الهارب شهرة في بريطانيا. عرفت لأول مرة على المستوى الاحترافي في عام 1921، وكانت عضوًا مؤسسًا في أوركسترا بي بي سي السيمفونية واستمرت في العزف لأكثر من نصف قرن حتى تقاعدها في عام 1981. 